# Angele (Familienname)
Angele ist ein deutscher Familienname, der vor allem in Oberschwaben (Landkreis Biberach) häufig ist.

## Namensträger
- Eduard Angele (* 1951), deutscher Fußballspieler
- Eva-Maria Schwarz-Angele (* 1949), deutsche Richterin am Bundespatentgericht
- Karin Angele (* 1965), deutsche Schauspielerin, Modedesignerin und Synchronsprecherin
- Marie Angele (1872–1946), Schweizer Musikpädagogin, Lehrerin Othmar Schoecks
- Michael Angele (* 1964), deutsch-schweizerischer Journalist und Literaturwissenschaftler
- Patrick Angele (* 1986), Schweizer Politiker
- Theodor Angele (1874–1926), Ornithologe
- Wilhelm Angele (1905–1996), deutsch-amerikanischer Ingenieur für Raketensteuerungstechnik